# Vụ ám sát Abraham Lincoln
Tổng thống thứ 16 của Hoa Kỳ là Abraham Lincoln bị ám sát vào Thứ sáu Tuần Thánh, ngày 14 tháng 4 năm 1865, khi ông đang xem vở kịch Our American Cousin tại Nhà hát Ford khi cuộc nội chiến Mỹ đã sắp kết thúc. Vụ ám sát xảy ra 5 ngày sau khi chỉ huy của Binh đoàn Bắc Virginia thuộc Quân đội Liên minh miền Nam là Robert E. Lee đầu hàng trước Binh đoàn Potomac của Quân đội Liên bang dưới sự chỉ huy của trung tướng Ulysses Simpson Grant.
Lincoln là Tổng thống Mỹ đầu tiên bị ám sát thành công. Trước đó đã từng xảy ra vụ ám sát tổng thống thứ 7 của Hoa Kỳ là Andrew Jackson vào năm 1835, tức là 30 năm trước, tuy nhiên đã không thành công. Và Lincoln đã từng trở thành mục tiêu của một vụ ám sát trước đó bởi một kẻ tấn công không rõ lai lịch vào tháng 8 năm 1864. Vụ ám sát của Lincoln đã được lên kế hoạch và thực hiện bởi John Wilkes Booth, một diễn viên kịch chuyên nghiệp như là một phần của một âm mưu lớn hơn trong nỗ lực làm thay đổi cục diễn của cuộc chiến của Liên minh miền Nam Hoa Kỳ.
Ba đồng phạm của Booth là Lewis Powell, David Herold là người được giao nhiệm vụ giết Bộ trưởng Ngoại giao William H. Seward, và George Atzerodt, người được giao nhiệm vụ giết Phó Tổng thống Andrew Johnson. Bằng cách đồng thời loại bỏ ba người đứng đầu trong hàng ngũ lãnh đạo, Booth và đồng phạm của hắn hy vọng sẽ cắt đứt sự liên tục của Chính phủ Hoa Kỳ. Trong khi xem vở kịch tại tại Nhà hát Ford với vợ là Mary Todd, Lincoln đã bị bắn. Ông qua đời vào sáng sớm hôm sau. Tuy nhiên, một phần của âm mưu đã thất bại khi Seward chỉ bị thương nhẹ, trong khi Phó Tổng thống đã chạy thoát được. Đám tang và lễ an táng tổng thống Abraham Lincoln được tiến hành theo nghi lễ quốc tang.